# Philautus aurantium
Espèce
Statut de conservation UICN

 VU  : Vulnérable
Philautus aurantium est une espèce d'amphibiens de la famille des Rhacophoridae.

## Répartition
Cette espèce est endémique de l'Ouest de l'État de Sabah en Malaisie orientale. Elle se rencontre entre 750 et 1 800 m d'altitude sur l'île de Bornéo.

## Publication originale
- Inger, 1989 : Four new species of frogs from Borneo. Malayan Nature Journal, vol. 42, p. 229-243.